# Martí Grau i Segú
Martí Grau i Segú (ur. 26 czerwca 1972 w Cerdanyola del Vallès) – hiszpański i kataloński historyk, prawnik oraz polityk, od 2008 do 2009 deputowany do Parlamentu Europejskiego.

## Życiorys
Ukończył studia historyczne na wydziale filozofii i literatury Uniwersytetu Autonomicznego w Barcelonie w 1994. Cztery lata później uzyskał magisterium z nauk politycznych na tym samym uniwersytecie. W 2000 ukończył studia z dziedziny nauk międzynarodowych w School of Advanced International Studies Johns Hopkins University (ośrodek w Bolonii). W 2002 został magistrem prawa i nauk międzynarodowych na Uniwersytecie Pompeu Fabry.
Od 1998 pracował jako specjalista w parlamentarnym biurze europejskim Partii Socjalistów Katalonii. Później był zatrudniony w Europejskim Instytucie Śródziemnomorskim, m.in. jako kierownik działu społeczno-gospodarczego. Od 2005 do 2008 był asystentem w Parlamencie Europejskim. W 2008 objął wakujący mandat posła do PE z listy PSOE i Partit dels Socialistes de Catalunya. W Europarlamencie zasiadał do 2009.